# Pseudopolydesmus caddo
Pseudopolydesmus caddo är en mångfotingart som beskrevs av Chamberlin 1949. Pseudopolydesmus caddo ingår i släktet Pseudopolydesmus och familjen plattdubbelfotingar. Inga underarter finns listade i Catalogue of Life.